# Chromodoris kuiteri
Chromodoris kuiteri is een slakkensoort uit de familie van de Chromodorididae. De wetenschappelijke naam van de soort is voor het eerst geldig gepubliceerd in 1982 door Rudman.

## Verspreiding
Deze soort is alleen bekend uit het noorden van New South Wales, Queensland en mogelijk het noordwesten van Western Australia.